# Silovec
Silovec je naselje u Općini Brežice u istočnoj Sloveniji. Silovec se nalazi u pokrajini Dolenjskoj i statističkoj regiji Donjoposavskoj. 

## Stanovništvo
Prema popisu stanovništva iz 2002. godine Silovec je imao 37 stanovnika.